# Sunbury Court
Sunbury Court är en ö i Storbritannien.   Den ligger i grevskapet Surrey och riksdelen England, i den södra delen av landet, 22 km sydväst om huvudstaden London.